# Schützenzaun 5

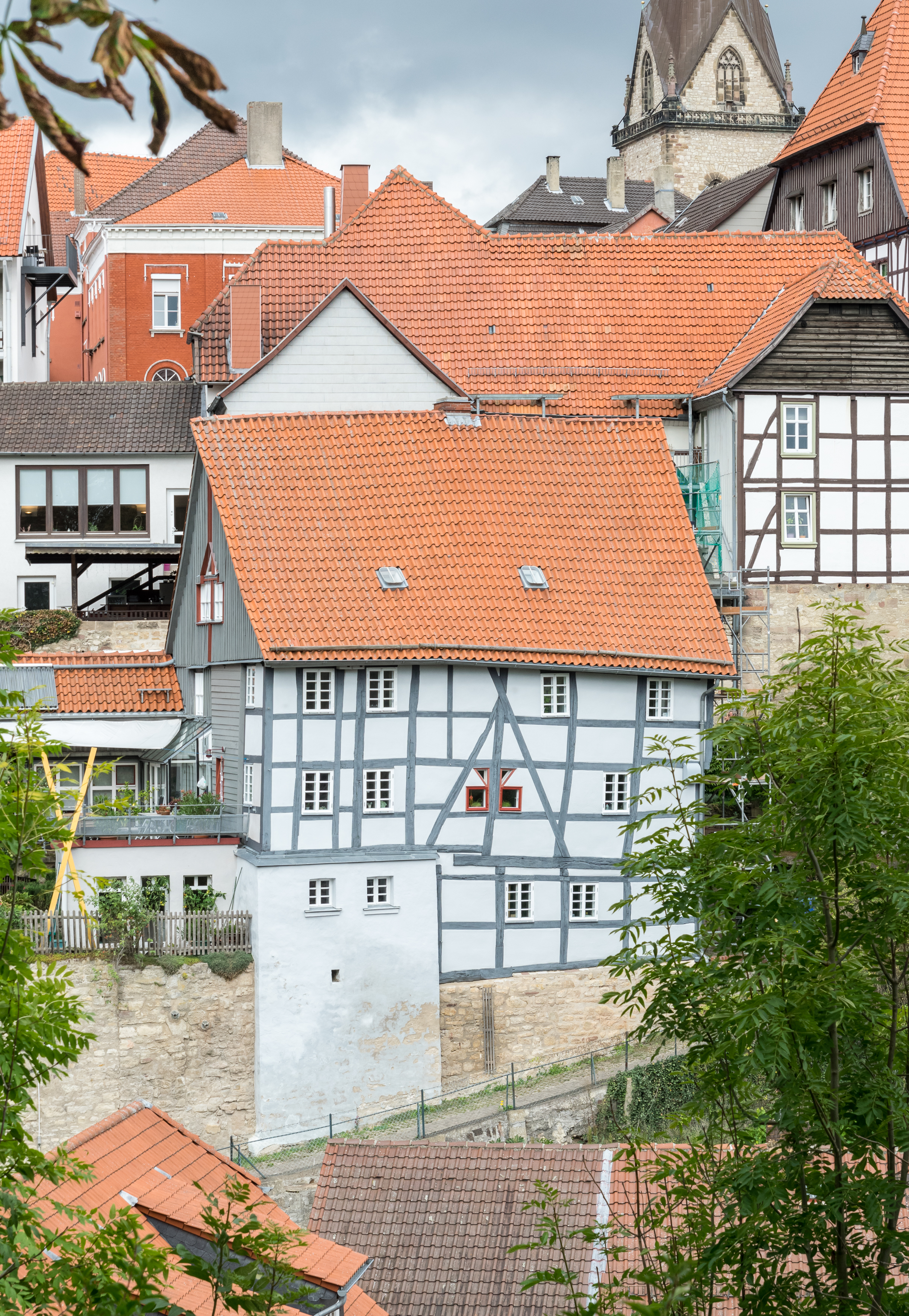
Blick vom Burgberg (2015)

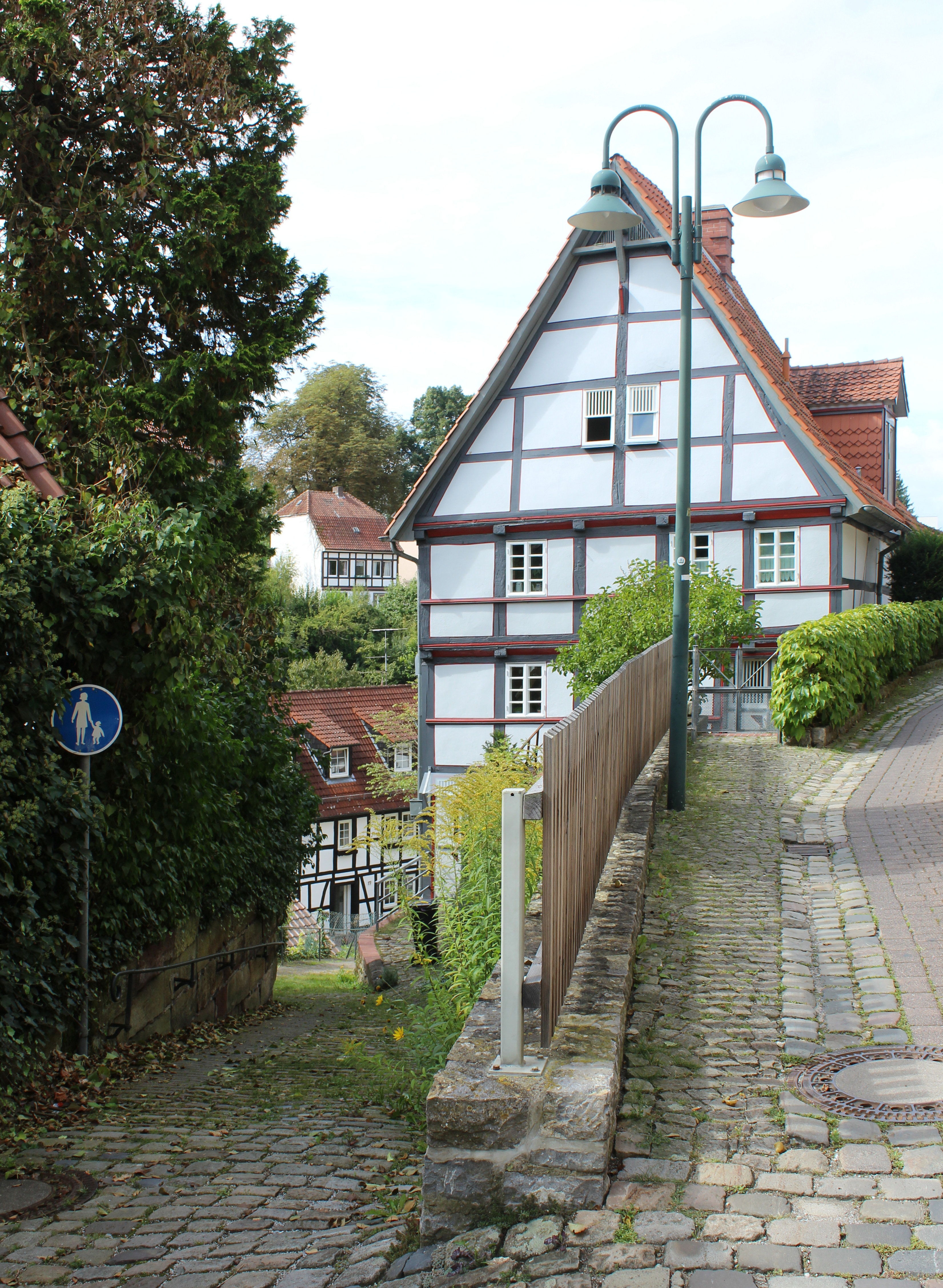
Giebelseite (2017)

Schützenzaun 5 bezeichnet ein um 1535 erbautes Fachwerkhaus in Warburg. Es wurde am 2. Mai 1985 in die Liste der Baudenkmale von Warburg eingetragen.

## Architektur
Das besondere an dem Haus ist vor allem seine Lage am Steilhang, der die im Tal gelegene Warburger Altstadt von der auf dem Bergrücken liegenden Neustadt trennt. Die nördliche Traufseite grenzt an die fast waagerecht verlaufende Straße „Schützenzaun“, die südlich parallel zum doppelten Mauerring der Neustadt verläuft. Bergseitig ist nur das Obergeschoss in Fachwerk voll sichtbar. Die Dachfläche ist durch ein einfaches Zwerchhaus mit Ladeluke unterbrochen.
Die östliche Giebelseite ist die Eingangsseite. Das Obergeschoss und der Giebel kragen hier jeweils um Balkenstärke vor. Mittelaltertypische Knaggen wie sie in Warburg noch z. B. an dem 1538 entstandenen Goldschmidt-Haus zu finden sind, fehlen hier bereits. Als Dekorformen findens sich hier Profilierungen an den Fachwerkschwelle und darunter gekehlte Füllhölzer zwischen den Stichbalken sowie profilierte an die Ständer geblattete und teilweise nach Befund rekonstruierte Brustriegel. Im Giebel zeichnet sich mit dem bis zum First reichenden Mittelständer die Spitzsäulenkonstruktion des Dachwerkes ab. Die Höhe des Stuhlrähmes ist an der Durchzapfung erkennbar.
Die südliche Traufseite wird ebenfalls durch einen öffentlichen Weg begrenzt, der steil in die Altstadt führt, so dass das Haus an der Talseite drei Vollgeschosse über einem hohen, massiv gemauerten Kellersockel hat. Die Fachwerkwand weist hier über einem separat abgezimmerten Untergeschoss eine hohe, zwei Geschosse umfassende und dreifach verriegelte Ständerkonstruktion auf, wie sie für den mittelalterlichen Fachwerkbau typisch ist. In der Mitte sind fast symmetrisch zueinander und ebenfalls über zwei Geschosse verlaufend zwei schräg verlaufende Schwertungen zur Aussteifung vorgeblattet.
Im Inneren wird die hohe Diele in zwei Geschossen nach Süden und Osten L-förmig von Räumen umgeben. Der nordöstliche Kellerraum ist in den Hang gearbeitet und weist neuere Gewölbe aus Backstein auf.

## Geschichte
Nach einer dendrochronologischen Untersuchung weist das Haus Hölzer von 1534 und 1535 auf. Es wurde daher wahrscheinlich zu dieser Zeit errichtet. Angeblich wurde es als Gasthaus erbaut. In späteren Jahren diente es bis 1822 als Schule und wurde daher noch im 20. Jahrhundert als „Alte Schule“ bezeichnet. Es hatte damals die Hausnummer 69. Nach Verkauf durch die Stadt an Privatpersonen kam es 1835 zur firstparallelen Aufteilung in zwei Haushälften. Die Adresse lautete nun „Unterm Schützenzaun 5“ bzw. „Unterm Schützenzaun 7“. 1986 konnte zunächst die eine Hälfte und 1988 die andere Hälfte durch den Architekten Klaus Schulz (1946–2016) erworben werden. Danach erfolgte eine gründliche und denkmalgerechte Sanierung als Wohnhaus.
Der Warburger Verein für Geschichte und Denkmalschutz hat das Haus für November 2021 als „Denkmal des Monats“ ausgewählt.